# 聖三位一体大聖堂 (サマル)
聖三位一体大聖堂（せいさんみいったいだいせいどう、ウクライナ語: Троїцький собор）は、ウクライナのドニプロペトロウシク州ノヴォモスコーウシク（2024年に「サマル」に改名）にある木造の教会で、ウクライナの歴史的建築物として知られる。この大聖堂は、1772年から1781年にかけて、建築家ヤキム・ポフリブニャクによって、釘を一本も使わずに建設された。
この大聖堂は、ウクライナの木造教会建築の中でも際立っており、ウクライナに現存する唯一の九つのドームを持つ木造教会として知られている。

## 歴史
聖三位一体大聖堂の建設には、ザポロージャ・シーチの指導者たちが深く関与した。キシュ（コサックの自治組織）のアタマン（首長）であるイヴァン・チェピハ、大佐のアンティン・ホロヴァティ、シーチ・コサックのメンバー、そして地元の长老M・ペトレンコらが、1778年の建設を主導または支援した。
建物は九つのドームからなる対称的な構成を持ち、中央に最も高いドーム（約65メートル）、四方にそれより低い4つのドーム、さらにその間にさらに低い4つのドームが配置されている。内部には三位一体、使徒ペトルとパウロ、および三大教父に捧げられた3つの祭壇がある。
1830年に大聖堂は改修された。1887年から1888年にかけて、修復家オレクシイ・パフチによって元の様式を基にした再建が行われたが、一部変更が加えられた。この再建後に鐘楼が建設された。
ソビエト時代には、大聖堂は倉庫として使用された。当時の当局の姿勢は、オレシ・ホンチャールの小説『大聖堂 (ホンチャールの小説)』に反映されている。
2012年時点で、130年以上改修が行われていなかったため、記念物の状態は悪化していた。2012年8月より修復作業が開始された。さらに2021年には追加の修復が行われた。

## ギャラリー

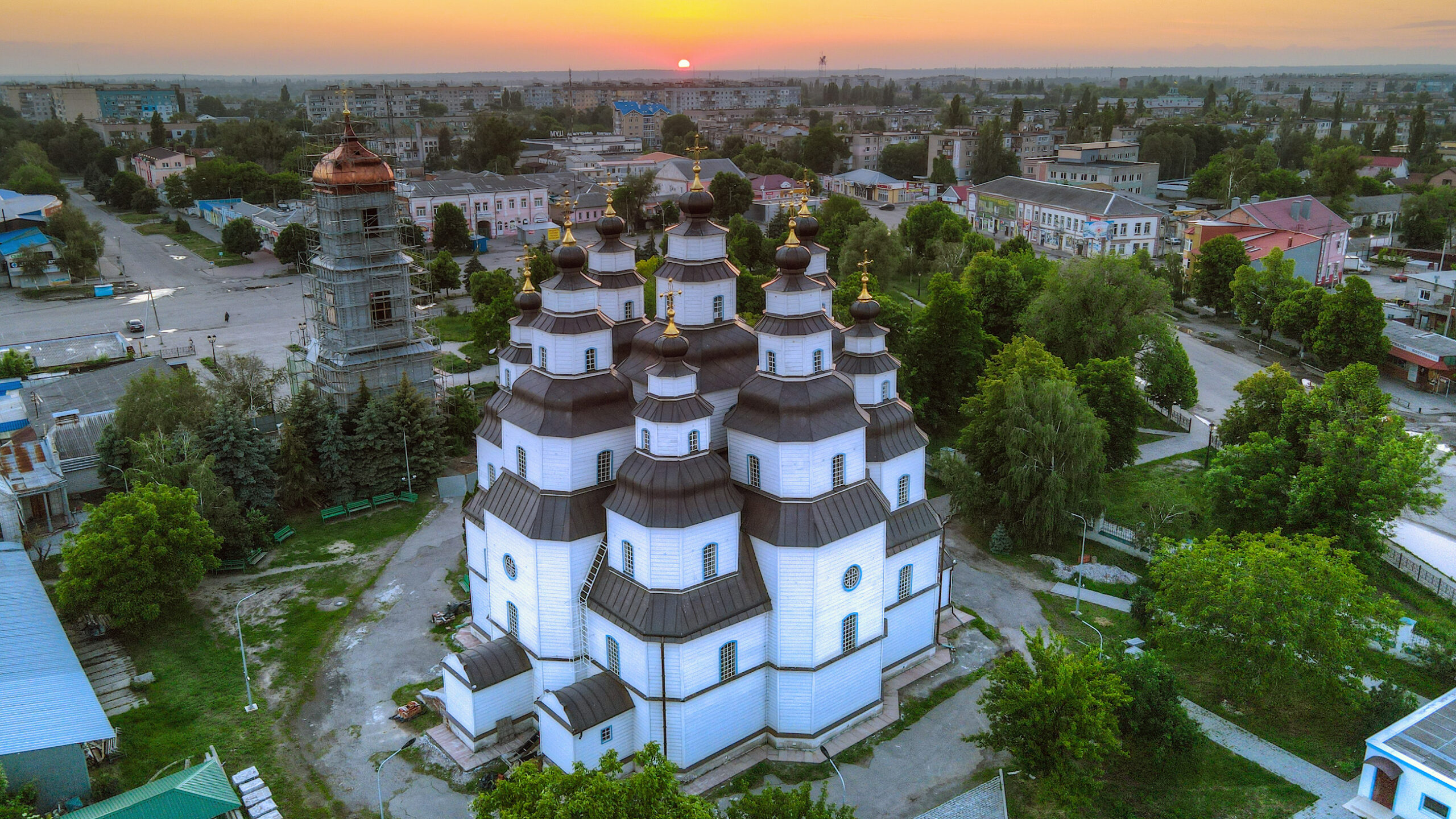
大聖堂の空撮
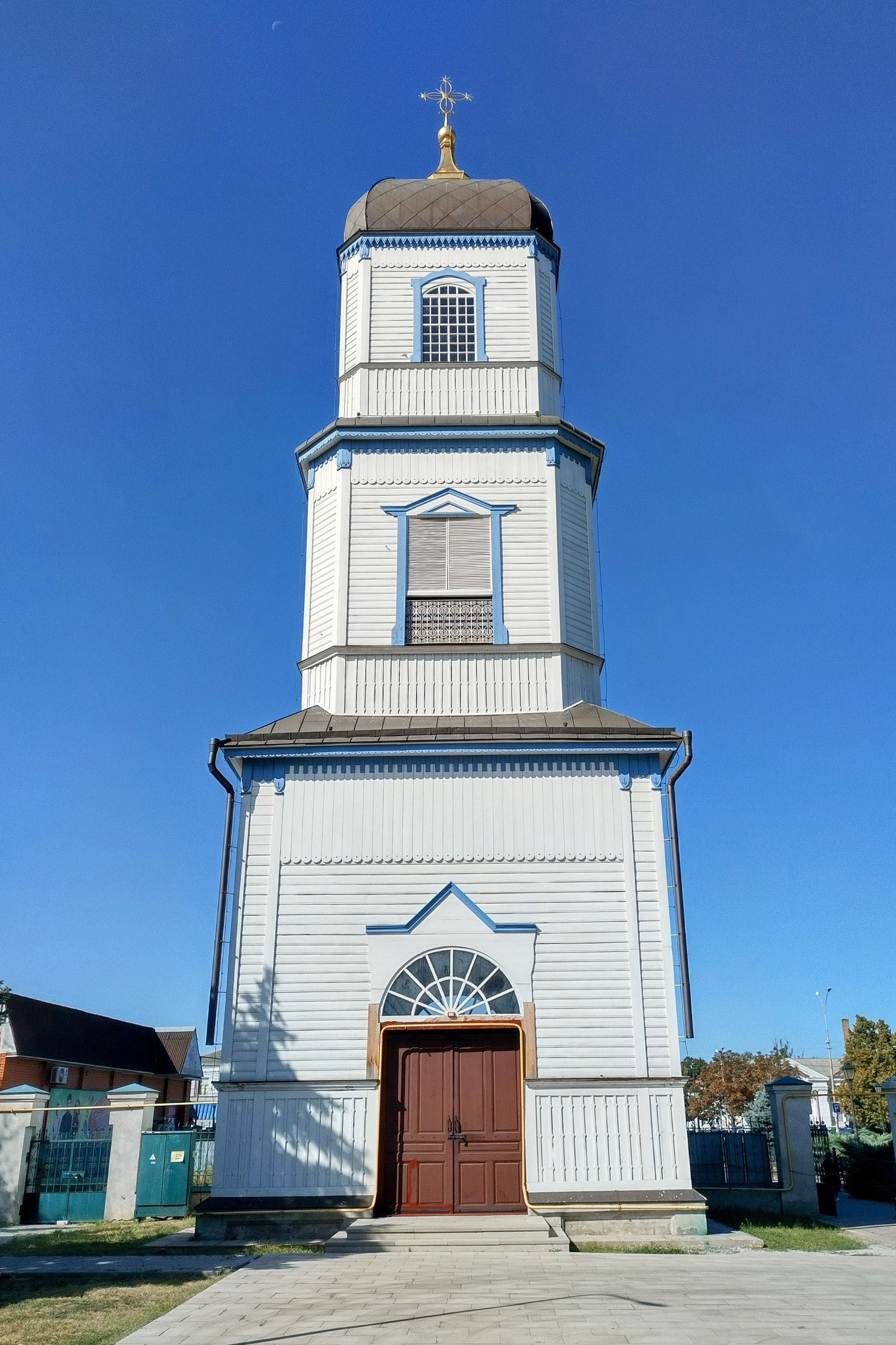
鐘楼
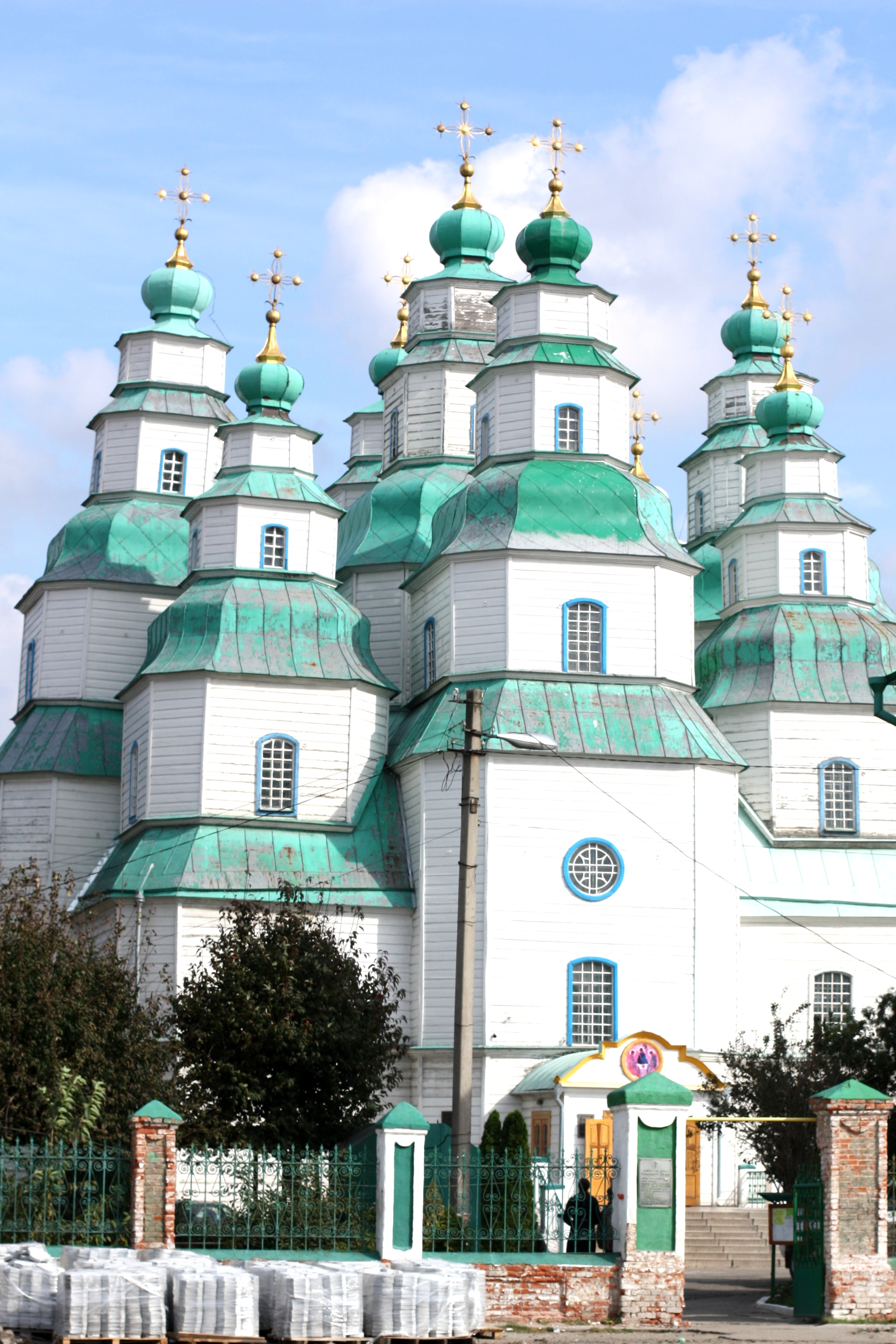
2012年の大聖堂
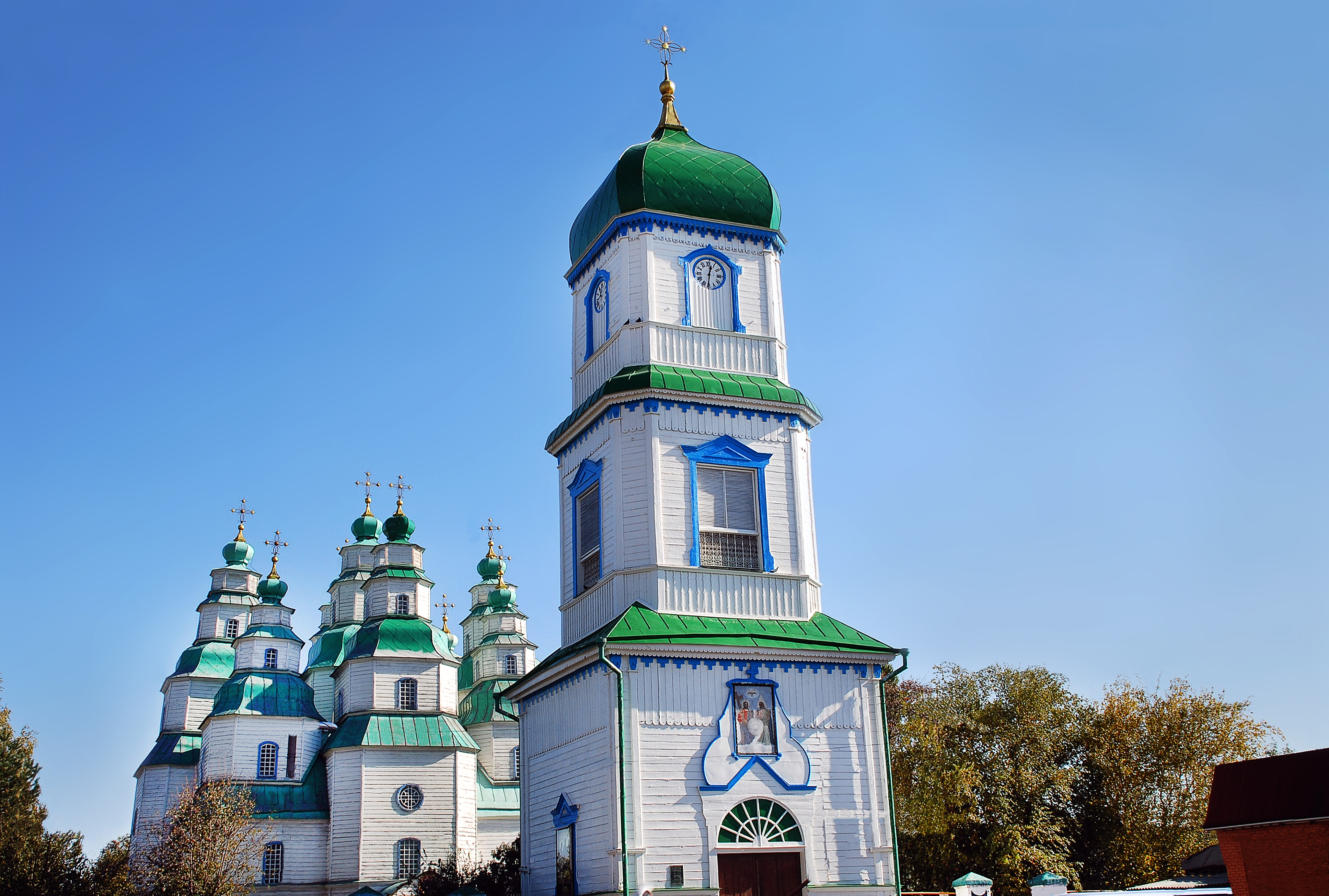
2010年の大聖堂と鐘楼
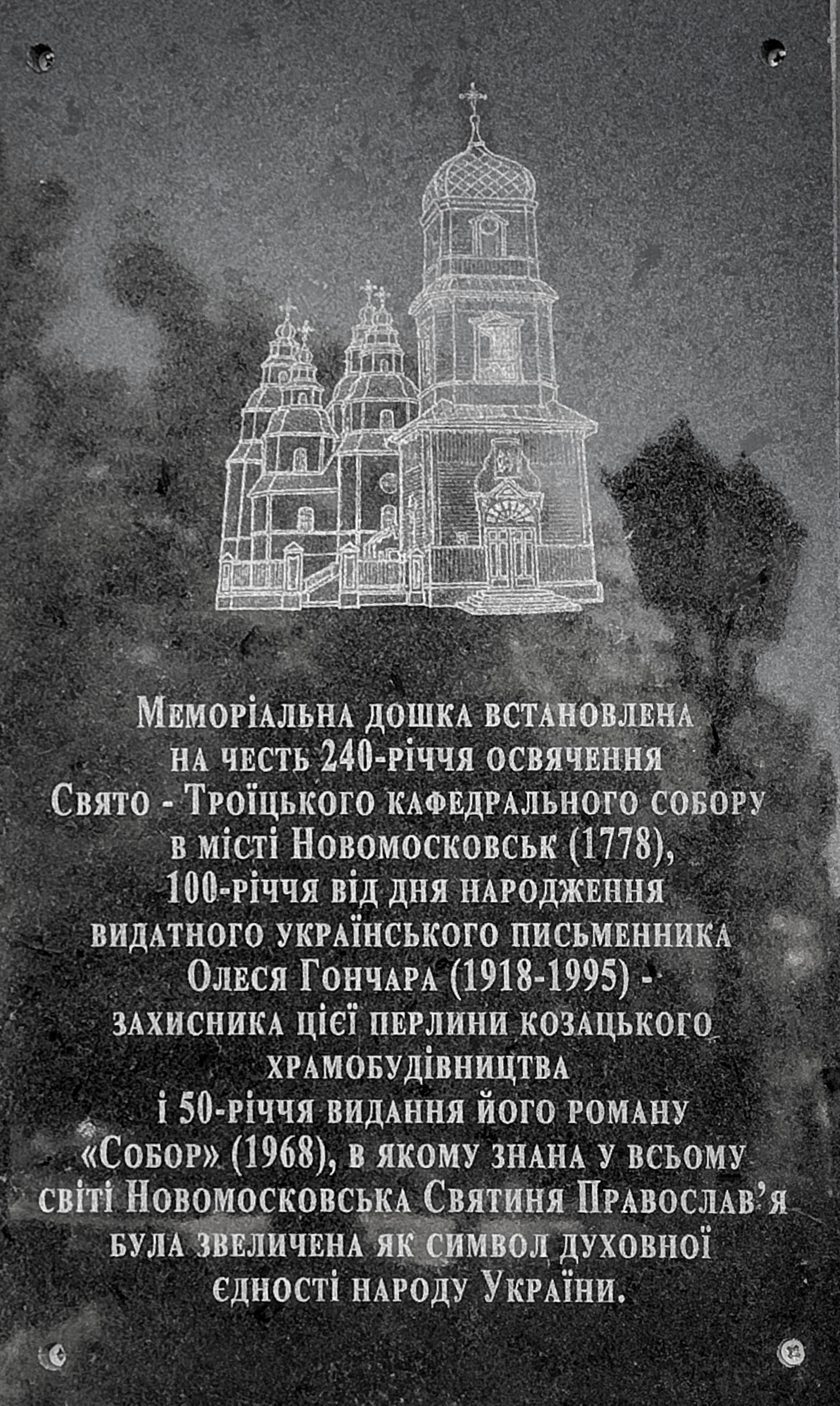
大聖堂奉献240周年記念プレート
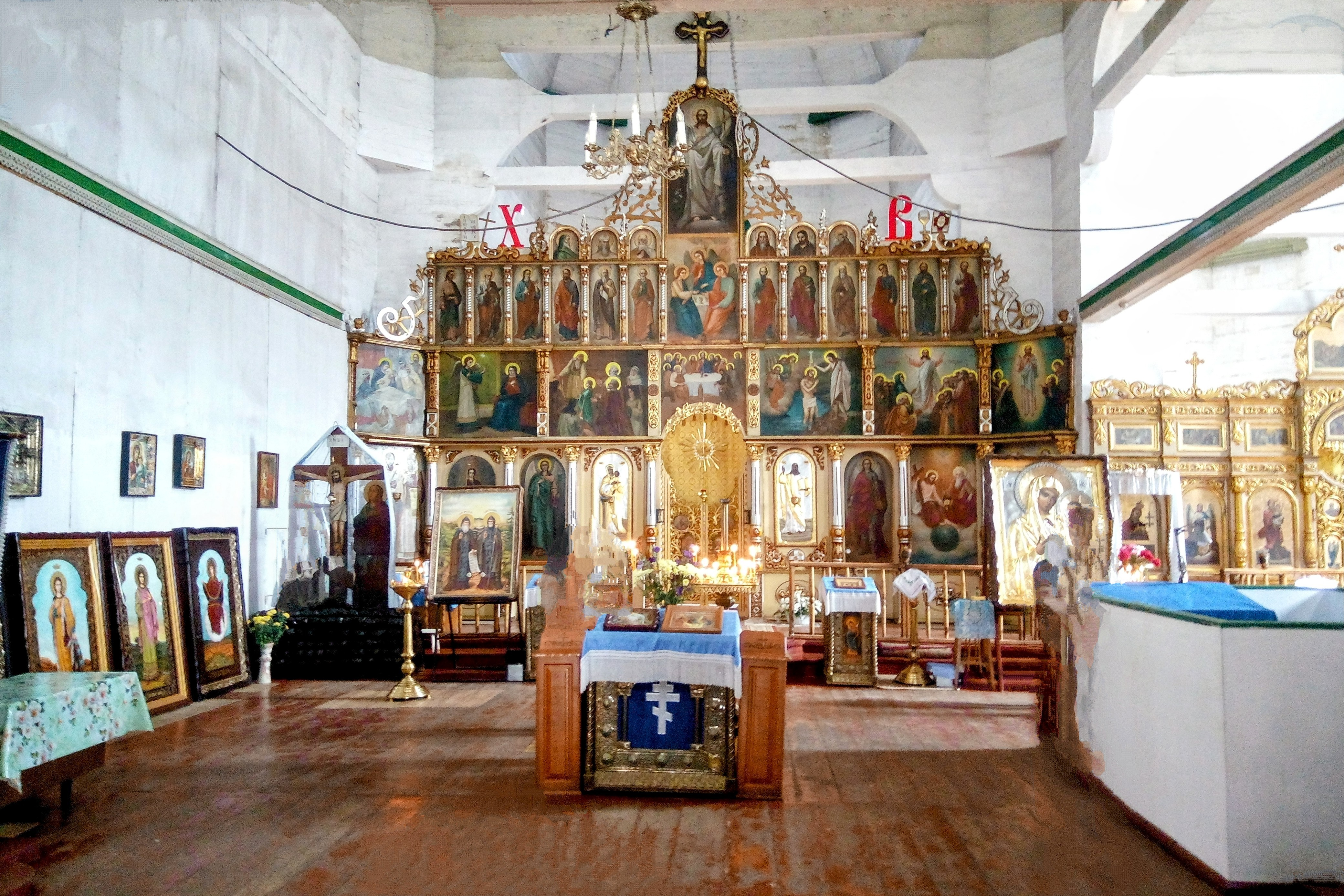
修復中の内部